# Свободное государство Коста-Рика
Свободное государство Коста-Рика — название, которое Коста-Рика получила после своего отделения от Федеративной Республики Центральной Америки в 1838 году и которое она носила до провозглашения Первой Коста-Риканской Республики в 1847 году.

## Предыстория
Коста-Рика как государство-член Федеративной Республики Центральной Америки официально именовалась Государством Коста-Рика, как это было определено Основным законом Государства Коста-Рика. Коста-Рика была активным членом федерации, соблюдала федеральные законы и избирала своих представителей на федеральном уровне. Однако с началом гражданской войны между Гватемалой, Гондурасом и Сальвадором Коста-Рика приняла Закон Априлии, позволявший ей оставаться автономией до восстановления конституционного порядка.
После победы Франсиско Морасана в гражданской войне и несмотря на то, что Закон Априлии все еще действовала, в Коста-Рике прошли выборы в Федеральный конгресс, где были избраны депутатами Феликс Ромеро Менхибар и Хуан Диего Бонилья Нава, а маркиз Мануэль Мария Перальта и Хосе Франсиско Перальта — сенаторами. Бонилья даже исполнял обязанности президента Федерального конгресса. Морасан был избран президентом на федеральных выборах в Центральной Америке в 1830 году, а Верховный суд Центральной Америки потребовал от Коста-Рики отменить Закон Априлии, что конгресс Государства Коста-Рика и сделал 3 февраля 1831 года.
Однако после аннексии Колумбией коста-риканской территории Бокас-дель-Торо (современная Панама), в ходе которой от федерации не поступило помощи, симпатии к Федерации в Коста-Рике пошли на убыль. Наконец, 30 мая 1838 года Федеральный конгресс разрешил роспуск Федеративной Республики Центральной Америки, позволив каждому из её государств-членов «организоваться в соответствии со своей волей», что по сути положило конец федерации.

## История

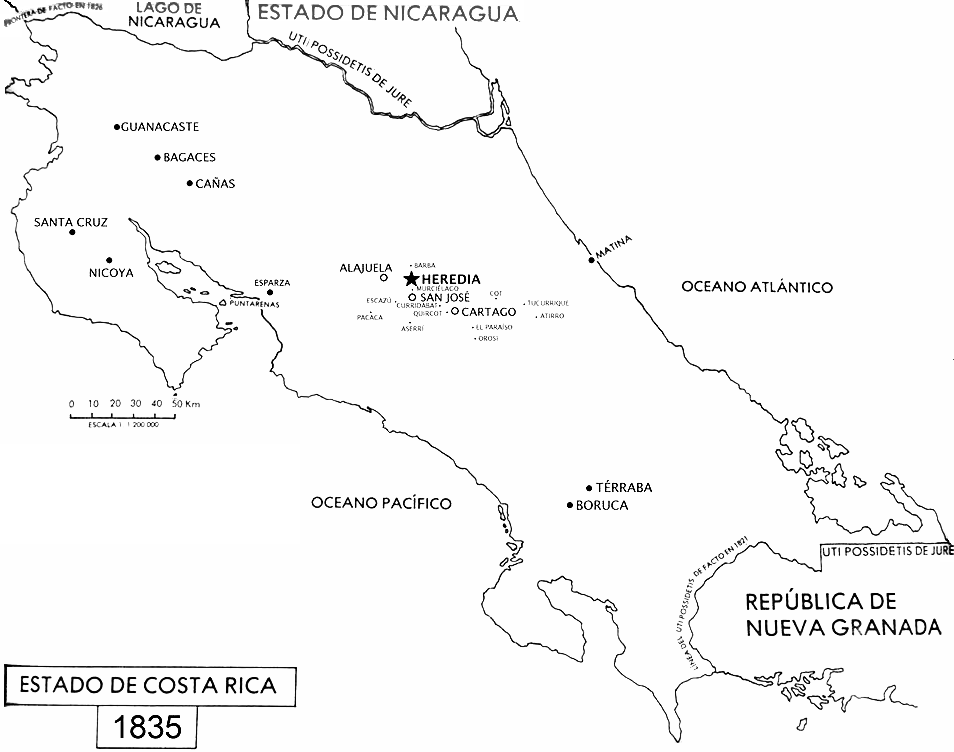
Государство Коста-Рика со столицей в Эредии в 1835 году, ещё в составе Федеративной Республики Центральной Америки.

Диктатор Браулио Каррильо провозгласил независимость Коста-Рики от Федеративной Республики, а его Декрет об основах и гарантиях стал фактически играть роль конституции. Каррильо вёл переговоры с Великобританией о выплате долга (приобретённого Коста-Рикой коллективно в составе федерации), чтобы избежать надвигающейся угрозы вторжения, поощрял развитие кофейной отрасли и провёл к провинции Лимон железную дорогу. Однако Каррильо был свергнут Франсиско Морасаном, который провозгласил себя новым президентом. Морасан планировал восстановить федерацию силой, используя Коста-Рику в качестве её центра, и поэтому был свергнут и казнён во избежание войны, которую остальные государства Центральной Америки уже планировали начать против Коста-Рики. Лидер переворота Антониу Пинту Суареш временно захватил власть, но он родился в Португалии и поэтому не мог быть главой государства. На его место Конгресс выбрал Хосе Марию Альфаро Самору, правившего с 27 сентября 1842 года по 28 ноября 1844 года. Альфаро призвал к выборам в новую Конституционную ассамблею, которая приняла Конституцию 1844 года.
В 1844 года главой государства Коста-Рика был избран Франсиско Мария Ореамуно Бонилья, но он так и не проявил интереса к своей должности и был смещён. Его сменил президент Сената Рафаэль Мойя Мурильо, правивший с 17 декабря 1844 года по 30 апреля 1845 года, а затем сенатор Хосе Рафаэль Гальегос, правивший с 1 мая 1845 года по 7 июня 1846 года.
Правительство Гальегоса было крайне непопулярно из-за его попыток править посредством указов и ситуации хаоса. Оно было свергнуто в результате переворота под руководством Саморы, который затем призвал к созыву новой Конституционной ассамблеи и принял Конституцию 1847 года. Название страны было изменено на Государство Коста-Рика, срок президентских полномочий был продлен до шести лет, было введено всеобщее избирательное право для мужчин, двухпалатный конгресс был изменён на однопалатный, а также была создана должность президента государства. На следующих выборах главы государства Коста-Рики в 1847 году Хосе Мария Кастро Мадрис одержал победу над Саморой, и его реформа Конституции 1847 года провозгласила Республику Коста-Рика, положив конец существованию Свободного государства Коста-Рика.

## Правительство
Исполнительная власть находилась в руках главы государства, который также являлся главой правительства и избирался всенародным голосованием . Законодательный орган на протяжении большей части своей истории был двухпалатным: Сенат и Палата депутатов избирались всенародным голосованием. Судебная власть была названа Верховным судом правосудия Коста-Рики, и все ветви были независимы друг от друга. 